# UX Весов
UX Весов (лат. UX Librae) — одиночная переменная звезда в созвездии Весов на расстоянии (вычисленном из значения параллакса) приблизительно 20762 световых лет (около 6365 парсеков) от Солнца. Видимая звёздная величина звезды — от +13,5m до +12,5m.

## Характеристики
UX Весов — пульсирующая переменная звезда типа RR Лиры (RRAB).